# Seung-bog Cho
Seung-bog Cho, född 6 mars 1922 i Kando (Yanbian), död 27 oktober 2012 i Uppsala, var en kinesisk-koreansk lingvist och professor i japanologi vid Stockholms universitet. Kando låg i dåvarande Manchukuo, en japansk lydstat i vad som idag är kinesiska Manchuriet. Han blev svensk medborgare 1959.

## Biografisk bakgrund
Chos koreanska far var godsägare och hans fru hemmafru och kom från Norra Hamgyŏng-provinsen i Korea och utvandrade när Seung-bog var 6 månader med sin storfamilj till Kando, en region nära den koreanska gränsen i norra Kina.  Japan annekterade den koreanska halvön 1910 och ökade snart sin kontroll av den koreanska kolonin i Kando. När Japan slutligen ockuperade Manchuriet, blev familjen Cho japanska i stället för kinesiska undersåtar. Seung-bog föddes och växte upp i ett gränsland, där han talade koreanska med sina föräldrar, kinesiska med grannarna och japanska i skolan. 
När Cho var 17 fick han, som en av få, ett statligt stipendium för att kunna sändas från protektoratet Manchukuo till First National College och Tokyo Imperial University (nu Tokyo University)  i Tokyo att utbildas för en framtid i den koloniala administrationen. Han blev kvar i Japan över kriget och hamnade så småningom via USA och Oslo i svenska Uppsala.
Cho gifte sig med den franska pianisten och musikläraren Rose Lutz och i hemmet med de två barnen kom han att tala franska. Dottern Suk-hi var fram till den 30 juni 2013 internationell samordnare vid Högskolan på Gotland, som den 1 juli 2013 blev Campus Gotland vid Uppsala Universitet, i Visby och därefter internationell koordinator på Stockholms universitet och sonen Frédéric grundare av Frédéric Cho Advisory AB och tidigare Kinarådgivare på Svenska Handelsbanken Capital Markets, SEB, Skandiabanken, Banque Indosuez och vice ordförande för Sweden-China Trade Council. Det finns två barnbarn. 1989 flyttade han och Rose som pensionärer till Cliousclat i södra Frankrike. När Rose gick bort återvände Seung till Uppsala.

## Utbildning
Efter grundutbildningen fortsatte han med västerlandets filosofi vid Tokyo Kejserliga universitet, där han fick sitt examensarbete om Henri Bergson godkänt 1946. 1948 tackade han ja till ett platserbjudande som lärare vid en bibelskola i Minneapolis. Den påtänkte missionären hade dock vidare vyer och såg till att få fortsätta sina doktorandstudier med logisk positivism på University of Minnesota. När Koreakriget bröt ut i juni 1950, blev Cho en aktiv kritiker av det amerikanska engagemanget. Det var McCarthyismens glansdagar. Cho blev utvisad från USA och han kom efter en del förvecklingar till Sverige som politisk flykting. År 1950 knöts Seung-bog Cho till Uppsala universitet.

## Fortsatt akademisk karriär
Trots sina lysande akademiska meriter från Tokyo och utmärkta resultat från Minnesota blev han av lingvisten Björn Collinder rådd att byta inriktning. Cho följde rådet och började språkforska hos Collinder och läsa kinesiska under Bernhard Karlgren. Sinologen Karlgren, som själv undervisat i japanska, inspirerade Cho att även ta sig an detta språk. Cho gjorde systematiska studier i lingvistik samtidigt som han fortsatte sina arbeten med filosofi och idéhistoria. Resultaten av dessa ansträngningar finns i form av artiklar i lärda tidskrifter som Studia Orientalia, Kratylos och Lychnos. 1961 publicerade han tre studier om respektive kinesiska, koreanska och japanska, vilka skulle komma bilda huvuddelen av Chos akademiska bedrifter: hans två monografier över de japanska (1967) och koreanska (1970) språkens fonologi. I monografierna baserar Cho sina lingvistiska analyser inte bara på språkmaterial och metodik, utan även på vittfamnade insikter om historia, kultur och samhällsförhållanden.
Cho hade nu undervisat i både kinesiska, japanska och koreanska. När de östasiatiska språken successivt överflyttades till Stockholm från och med mitten av 1960-talet, följde dennes tjänst med i flytten med docent-status för att 1975 utnämnas till Sveriges och Nordens förste professor i japanska.
Han efterträddes 1988 av Gunilla Lindberg-Wada.